# 九州ジュニアチャンピオン
九州ジュニアチャンピオン（きゅうしゅうジュニアチャンピオン）は、佐賀県競馬組合が佐賀競馬場ダート1400mで施行する地方競馬の重賞競走である。正式名称は「佐賀新聞社杯 九州ジュニアチャンピオン」、佐賀新聞社が優勝杯を提供している。

## 概要
佐賀競馬場に所属するサラブレッド系2歳馬（旧3歳馬）による重賞競走ジュニアチャンピオンとして1990年に創設、九州（佐賀・荒尾・中津）地区交流競走となった2000年に現在のレース名に改められた。また2004年からは全日本2歳優駿の指定競走となり、同時に高知競馬場所属馬の出走が可能となった。
2012年から、荒尾競馬場の廃止により前年限りで開催が終了した九州ジュニアグランプリに代わる形で地方競馬の2歳重賞シリーズ・未来優駿に組み込まれた（2022年まで）。また、JRA2歳認定競走の施行規準変更に関連して佐賀競馬場でデビューした所属馬に出走条件が変更され、優勝馬には認定馬の権利が与えられた。
2016年から、JBC協会協賛の「高知・佐賀スタリオンシリーズ」に指定されている。
2018年、施行距離を1750mから1400mに短縮する。2021年と2022年は2歳チャンピオンシリーズの対象競走に指定されていた。
2023年からは新設されたネクストスター佐賀のトライアル競走（上位2着までに優先出走権付与）として行われている。

### 条件・賞金（2024年）
出走条件
サラブレッド系2歳、佐賀デビュー馬。
- 「デネブ特別」で上位2着までに入った馬に優先出走権が付与されている。

負担重量
定量（55kg、牝馬1kg減）
賞金額
1着600万円、2着210万円、3着120万円、4着90万円、5着60万円、着外12万円。
優先出走権付与
上位2着までに入った馬にはネクストスター佐賀の優先出走権が付与される。
副賞
佐賀新聞社社長賞、JBC協会賞（ロゴタイプ賞）、全国公営競馬主催者協議会会長賞、佐賀県馬主会会長賞、佐賀県競馬組合管理者賞。
高知・佐賀スタリオンシリーズに指定されており、ロゴタイプの配合権利が優勝馬馬主への副賞となっている。

## 歴代優勝馬
優勝馬の馬齢は2000年以前も現表記を用いている。全て佐賀競馬場ダートコースで施行。他場との交流期も含め全て佐賀所属馬が勝利している。
| 回数   | 施行日         | 距離  | 優勝馬             | 性齢 | タイム  | 優勝騎手   | 管理調教師 | 馬主                 |
| ------ | -------------- | ----- | ------------------ | ---- | ------- | ---------- | ---------- | -------------------- |
| 第1回  | 1990年12月9日  | 1750m | ラックプロスト     | 牡2  | 1:54.8  | 古川哲也   | 池田及也   | 稲吉富貴男           |
| 第2回  | 1991年12月15日 | 1750m | スーパートドロキ   | 牝2  | 1:56.5  | 大垣敏夫   | 山田義人   | 倉重博文             |
| 第3回  | 1992年11月15日 | 1750m | ラックホーセキ     | 牝2  | 1:55.8  | 古川哲也   | 池田及也   | 稲吉富貴男           |
| 第4回  | 1993年11月14日 | 1750m | ラックビジン       | 牝2  | R1:53.0 | 古川哲也   | 池田及也   | 稲吉麗子             |
| 第5回  | 1994年11月13日 | 1750m | ラックフローラ     | 牝2  | 1:57.7  | 古川哲也   | 池田及也   | 金子愿二             |
| 第6回  | 1995年11月12日 | 1750m | ステディホープ     | 牡2  | 2:00.5  | 三小田幸人 | 池田及也   | 木稲安則             |
| 第7回  | 1996年11月10日 | 1750m | カシノジョオー     | 牝2  | 2:00.7  | 北村欣也   | 山田勇     | 柏木務               |
| 第8回  | 1997年11月16日 | 1750m | ボーイフレンド     | 牡2  | 2:01.7  | 北村欣也   | 山田勇     | 曾我雅               |
| 第9回  | 1998年11月15日 | 1750m | アサノダンサー     | 牡2  | 2:00.4  | 北村欣也   | 山田勇     | 野田信博             |
| 第10回 | 1999年10月24日 | 1750m | バイオレットカラー | 牝2  | 2:01.0  | 北村欣也   | 山田勇     | 江口正弘             |
| 第11回 | 2000年11月3日  | 1750m | オーシャンハイ     | 牝2  | 1:58.1  | 北村欣也   | 山田勇     | 石橋孝通             |
| 第12回 | 2001年12月16日 | 1750m | サモンジ           | 牡2  | 1:58.0  | 下條知之   | 的場信弘   | （有）アイリス不動産 |
| 第13回 | 2002年12月8日  | 1750m | ナスキーサンホーク | 牡2  | 1:57.9  | 安東章     | 真島元徳   | 江崎次三             |
| 第14回 | 2003年12月14日 | 1750m | プリンセスラン     | 牝2  | 1:58.9  | 下條知之   | 真島元徳   | 原久美子             |
| 第15回 | 2004年11月23日 | 1750m | カンモンカイキョウ | 牡2  | 1:58.6  | 鮫島克也   | 大垣敏夫   | 原寛徳               |
| 第16回 | 2005年11月27日 | 1750m | ナセ               | 牡2  | 2:00.1  | 安東章     | 東美義     | 片山建治             |
| 第17回 | 2006年11月26日 | 1750m | ハシリノキョショウ | 牝2  | 1:56.2  | 長田進仁   | 三小田幸人 | 毛利高明             |
| 第18回 | 2007年11月25日 | 1750m | キングサンディ     | 牡2  | 1:57.0  | 山口勲     | 東眞市     | 深川一清             |
| 第19回 | 2008年11月23日 | 1750m | パスカル           | 牡2  | 1:56.7  | 吉田順治   | 三小田幸人 | 重松国建             |
| 第20回 | 2009年11月22日 | 1750m | ネオアサティス     | 牡2  | 1:55.7  | 真島正徳   | 真島元徳   | 池上典大             |
| 第21回 | 2010年11月21日 | 1750m | ウルトラカイザー   | 牡2  | 1:53.4  | 真島正徳   | 真島元徳   | 中野真吾             |
| 第22回 | 2011年11月20日 | 1750m | ダイリンウィーク   | 牡2  | 1:53.6  | 山口勲     | 東眞市     | 廣松一義             |
| 第23回 | 2012年10月26日 | 1750m | ロマンチック       | 牝2  | 1:57.4  | 山口勲     | 東眞市     | 原久美子             |
| 第24回 | 2013年10月25日 | 1750m | マツノヴィグラス   | 牝2  | 1:57.9  | 田中直人   | 東眞市     | 藤木敏則             |
| 第25回 | 2014年10月26日 | 1750m | イッセイイチダイ   | 牡2  | 1:56.3  | 山口勲     | 東眞市     | 藤木敏則             |
| 第26回 | 2015年10月25日 | 1750m | ソウダイショウ     | 牡2  | 2:01.3  | 兒島真二   | 東眞市     | 藤木敏則             |
| 第27回 | 2016年10月9日  | 1750m | スーパーマックス   | 牡2  | 1:55.9  | 鮫島克也   | 高田豊治   | 津村達矢             |
| 第28回 | 2017年10月8日  | 1750m | キングランシーン   | 牡2  | 2:00.1  | 吉田順治   | 土井道隆   | 深川一清             |
| 第29回 | 2018年10月14日 | 1400m | ローズカラー       | 牝2  | 1:31.3  | 竹吉徹     | 古賀光範   | 竹原孝昭             |
| 第30回 | 2019年10月6日  | 1400m | ミスカゴシマ       | 牝2  | 1:30.4  | 石川慎将   | 平山宏秀   | 上村裕希             |
| 第31回 | 2020年10月18日 | 1400m | シュリーデービー   | 牝2  | 1:29.8  | 鮫島克也   | 真島元徳   | 原久美子             |
| 第32回 | 2021年10月3日  | 1400m | ムーンオブザクイン | 牝2  | 1:30.8  | 川島拓     | 土井道隆   | 木稲安則             |
| 第33回 | 2022年10月2日  | 1400m | イチノコマチ       | 牝2  | 1:30.4  | 飛田愛斗   | 平山宏秀   | 上村裕希             |
| 第34回 | 2023年9月3日   | 1400m | トゥールリー       | 牡2  | 1:30.6  | 出水拓人   | 北村欣也   | （株）本城           |
| 第35回 | 2024年9月8日   | 1400m | ミトノドリーム     | 牝2  | 1:30.0  | 石川慎将   | 平山宏秀   | 彌登章               |

- Rはレコードタイムを示す